# 东亚仙女木
东亚仙女木（学名：Dryas octopetala var. asiatica）为蔷薇科仙女木属仙女木的变种。分布于俄罗斯堪察加、朝鲜、日本、萨哈林岛以及中国大陆的新疆、吉林等地，生长于海拔2,200米至2,800米的地区，一般生于高山草原，目前尚未由人工引种栽培。